# Добрина Кръстева
Добрина Кръстева (на испански: Dobrina Cristeva) е мексиканска актриса с български произход.

## Биография
Когато е на 2-годишна възраст, заминава с родителите си за Мексико. През 1975 г. започва кариерата си като танцьорка, а като актриса през 1988 г.
Учила е в Центъра за театрални изследвания под ръководството на Ектор Мендоса и Хулио Кастийо.
През 1998 г. Добрина Кръстева се омъжва за мексиканския драматург Флавио Гонсалес Мейо, с когото имат трима синове.

## Филмография

### Телевизия
- Богатите също плачат (2022) – Сокоро Буендия
- Да обичам без закон (2018) – Химена Беристайн
- Como dice el dicho (2011 – 2018)
  - La confianza mata al hombre (2018) – Росио
  - A cada día su pesar y su esperanza (2017)
  - Echando a perder se aprende (2016) – Росарио
  - No me tientes, Satanás (2015) – Лиляна
  - Donde manda capitán... (2013) – Габриела
  - La dicha reúne... (2012) – Клаудия
  - Del odio al amor... (2011)
- Тринадесетте съпруги на Уилсън Фернандес (2017) – Елеана
- Había una vez (2017) – Беатрис Маседо
- Розата на Гуадалупе (2015)
- Италианската булка (2014 – 2015) – Белинда
- Camelia la Texana (2014) – Наташа Клоровски
- Че те обичам, обичам те (2013) – Алина Грахалес
- Два дома (2011 – 2012) – София
- Тереса (2010 – 2011) – Майра де Касерес
- Да обичаш отново (2010) – Грета
- В името на любовта (2008 – 2009) – Елиса
- Осмели се да мечтаеш (2009) – Аура
- Скъпа неприятелко (2008) – Силвия Мендиола Чавес
- Vecinos (2008)
- Буря в Рая (2007) – Клеотилде
- Mujer, casos de la vida real (2005 – 2006)
  - El centro comercial, verdades al descubierto (2006)
  - El centro comercial, horas de angustia (2006)
  - El centro comercial, extorsión (2006)
  - Secretos (2005)
  - Asfixia I y II (2005)
- Непокорните (2004) – Йоланда Убер
- Малки бълхи (2003)
- Клас 406 (2002 – 2003) – Наталия Брек
- Lo que callamos las mujeres (2001) – Вивиан
- Семеен портрет (1995 – 1996) – Лаурита
- Валентина (1993) – Летисия де Алкантара / Ана Мария Миранда

### Филми
- El complot Mongol (2018) – Руски шпионин
- Luces de la noche (1998) – Тина
- Los vuelcos del corazón (1996)
- Hasta que los cuernos nos separen (1995)
- Perro rabioso III (1992) – Юра
- La dedicatoria (1992) късометражен
- Cita con María (1992) – Мария
- Imperios de los malditos (1992)
- Desvestidas y alborotadas (1991)
- Solo con tu pareja (1991) – Силвия Силва
- La ciudad de ciegos (1991) – Фани